# Ribeirãozinho
Ribeirãozinho är en kommun i Brasilien.   Den ligger i delstaten Mato Grosso, i den centrala delen av landet, 500 km väster om huvudstaden Brasília. Antalet invånare är 2 199.
Omgivningarna runt Ribeirãozinho är huvudsakligen savann. Runt Ribeirãozinho är det mycket glesbefolkat, med 3 invånare per kvadratkilometer.